# Monmouth Heritage Trail
Monmouth Heritage Trail er en vandrerute, der forbinder en række seværdigheder i byen Monmouth i Wales.
I 2009 udvalgte Monmouths borgerforening 24 bygningsværker af historisk og arkitektonisk interesse i byen og satte gang i at få lavet og opsat blå keramiske tavler (Blue Plaques) til hver af bygningerne. Tavlerne har en kort beskrivelse på engelsk og walisisk med oplysninger om de bygninger, de findes på eller ved.
Nogle af valgene var oplagte som Monnow Bridge og Shire Hall, der står som symboler på byen, mens andre var mindre kendte, som Nelson Garden og Monmouth Metodistkirke, skønt beboerne går forbi dem dagligt. Man kan få mere at vide om bygningsværkerne fra et guidehæfte med beskrivelser og billeder.
Guidehæftet er på walisisk, men der vil snart blive versioner på engelsk og andre sprog tilgængelige på Wikipedia som et led i MonmouthpediA-projektet, hvorved interesserede kan få informationer via QRpedia med QR-koder.
| Nr. | Bygning                         | Billede                         | Tid                | Sted                                                  |
| --- | ------------------------------- | ------------------------------- | ------------------ | ----------------------------------------------------- |
| 1   | Drybridge House                 | Drybridge House                 | 1671               | 51°48′32.4″N 2°43′23.88″V / 51.809000°N 2.7233000°V   |
| 2   | Kirken for St. Thomas, martyren | St Mary's Church                | ca. 1170           | 51°48′30.24″N 2°43′13.47″V / 51.8084000°N 2.7204083°V |
| 3   | Monnow Bridge                   | Monnow Bridge                   | 13. århundrede     | 51°48′32.4″N 2°43′12″V / 51.809000°N 2.72000°V        |
| 4   | Robin Hood Inn                  | St Mary's Church                | Senmiddelalder     | 51°48′34.2″N 2°43′9.48″V / 51.809500°N 2.7193000°V    |
| 5   | Romersk fæstning                | Blestium                        | ca. 55 e.Kr.       | 51°48′16.09″N 2°43′23.88″V / 51.8044694°N 2.7233000°V |
| 6   | King's Head Hotel               | King's Head Hotel               | 17. århundrede     | 51°48′42.48″N 2°42′57.6″V / 51.8118000°N 2.716000°V   |
| 7   | Shire Hall                      | Shire Hall                      | 1724               | 51°48′43.1″N 2°42′55.45″V / 51.811972°N 2.7154028°V   |
| 8   | Great Castle House              | Great Castle Househ             | 1673               | 51°48′45.72″N 2°42′59.04″V / 51.8127000°N 2.7164000°V |
| 8   | Market Hall                     | Market Hall                     | 1830'erne          | 51°48′46.8″N 2°42′55.44″V / 51.813000°N 2.7154000°V   |
| 10  | Monmouth Kloster                | Monmouth Priory                 |                    | 51°48′48.6″N 2°42′50.87″V / 51.813500°N 2.7141306°V   |
| 11  | St. Mary Klosterkirke           | St Mary's Church                | 18.-19. århundrede | 51°42′34.19″N 2°37′23.88″V / 51.7094972°N 2.6233000°V |
| 12  | Monmouth County Fængsel         | County Gaol                     | 1780'erne          | 51°49′1.2″N 2°42′46.8″V / 51.817000°N 2.713000°V      |
| 13  | Rolls Hall                      | Rolls Hall                      | 1887               | 51°48′46.8″N 2°42′39.6″V / 51.813000°N 2.711000°V     |
| 14  | Judges' Lodgings                | Judges' Lodgings                | 18. århundrede     | 51°48′47.02″N 2°42′43.2″V / 51.8130611°N 2.712000°V   |
| 15  | Monmouth Apotek                 | Dispensary                      | 1860'erne ?        | 51°48′46.8″N 2°42′38.16″V / 51.813000°N 2.7106000°V   |
| 16  | Monmouth Metodistkirke          | Methodist Church                | 1837               | 51°48′43.2″N 2°42′36″V / 51.812000°N 2.71000°V        |
| 17  | St. Mary Romersk-Katolsk Kirke  | St Mary's Roman Catholic Church | date               | 51°48′44.3″N 2°42′46.8″V / 51.812306°N 2.713000°V     |
| 18  | Angel Hotel                     | Angel Hotel                     | 17. århundrede ?   | 51°48′45.72″N 2°42′51.12″V / 51.8127000°N 2.7142000°V |
| 19  | Savoy Teater                    | Savoy Theatre                   | 19. århundrede     | 51°48′46.22″N 2°42′52.2″V / 51.8128389°N 2.714500°V   |
| 20  | White Swann Inn                 | White Swan Inn                  | Genopført 1839     | 51°48′32.4″N 2°43′22.8″V / 51.809000°N 2.723000°V     |
| 21  | Agincourt House                 | Agincourt House                 | 17.-19. århundrede | 51°48′44.9″N 2°42′54″V / 51.812472°N 2.71500°V        |
| 22  | Beaufort Arms Hotel             | Beaufort Arms Hotel             | 1830'erne          | 51°48′43.2″N 2°42′54″V / 51.812000°N 2.71500°V        |
| 23  | Hyam Mineralvandsfabrik         | Hyam's Mineral Water Works      | 1866               | 51°48′39.6″N 2°42′50.4″V / 51.811000°N 2.714000°V     |
| 24  | Nelson Garden                   | Nelson Garden                   | senest 1802        | 51°48′39.6″N 2°42′56.16″V / 51.811000°N 2.7156000°V   |